# Alopecosa roeweri
Alopecosa roeweri är en spindelart som först beskrevs av Rosca 1937.  Alopecosa roeweri ingår i släktet Alopecosa och familjen vargspindlar.
Artens utbredningsområde är Ukraina. Inga underarter finns listade i Catalogue of Life.